# Řetouň
Řetouň je malá vesnice a část obce Malečov v okrese Ústí nad Labem. Nachází se asi čtyři kilometry východně od Malečova. Řetouň je také název katastrálního území o rozloze 1,57 km².

## Historie
První písemná zmínka o vesnici pochází z roku 1407. Od roku 1869 byla Řetouň (německy Rzettaun) samostatnou obcí s farností v Proboštově a poštovním úřadem v Homoli u Panny. V letech 1961–1980 byla osadou Rýdče, s níž byla 1. července 1980 připojena k Malečovu a od té doby se až do 1. ledna 1999 jako jako část obce neuváděla.
Ve vsi u silnice stojí drobná kaple svatého Antonína Paduánského.

## Obyvatelstvo
|                                                                                             | 1869 | 1880 | 1890 | 1900 | 1910 | 1921 | 1930 | 1950 | 1961 | 1970 | 1980 | 1991 | 2001 | 2011 |
| ------------------------------------------------------------------------------------------- | ---- | ---- | ---- | ---- | ---- | ---- | ---- | ---- | ---- | ---- | ---- | ---- | ---- | ---- |
| Obyvatelé                                                                                   | 135  | 115  | 118  | 110  | 124  | 96   | 122  | 54   | 23   | 14   | —    | —    | 13   | 23   |
| Domy                                                                                        | 23   | 23   | 24   | 22   | 24   | 24   | 23   | 18   | —    | 6    | —    | —    | 10   | 12   |
| Počet domů z roku 1961 a údaje z let 1980 a 1991 jsou zahrnuty v datech místní části Rýdeč. |      |      |      |      |      |      |      |      |      |      |      |      |      |      |